# Susan Slept Here

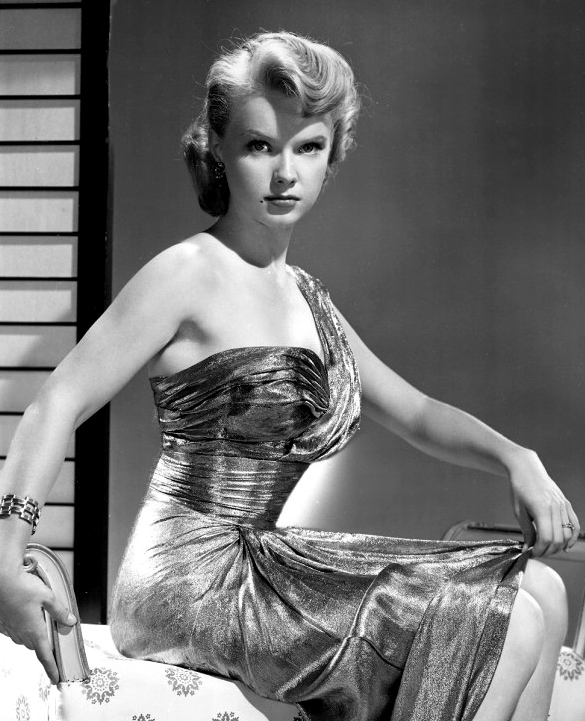
Anne Francis, em foto promocional da década de 1950. Anne nunca foi muito popular, apesar de ter aparecido em filmes de sucesso, como Bad Day at Black Rock, Battle Cry, Forbidden Planet e Funny Girl. Faleceu em 2011, vítima de câncer do pâncreas.

Susan Slept Here (Brasil: Romance de Minha Vida / Portugal: As Três Noites de Susana) é um filme norte-americano de 1954, do gênero comédia, dirigido por Frank Tashlin e estrelado por Dick Powell e Debbie Reynolds.

## A produção
Este é o último trabalho de Powell para o cinema. Dali em diante, ele passaria a se dedicar exclusivamente à televisão, até falecer em 1963.
Susan Slept Here é o único filme da história de Hollywood a ser narrado por uma estatueta do Oscar. Após apresentar-se, ela introduz o espectador no apartamento do roteirista Mark Christopher, o personagem principal.
O filme recebeu duas indicações ao Oscar -- Melhor Canção Original (por Hold My Hand, de Jack Lawrence e Richard Myers), e Melhor Mixagem de Som.
Ken Wlaschin considera este um dos dez melhores trabalhos da carreira de Debbie Reynolds.

## Sinopse
Ao saber que Mark Christopher deseja escrever um roteiro sério sobre delinquência juvenil, o Sargento Sam Hanlon coloca na soleira de sua porta, na véspera do Natal, um presente inesperado: a encrenqueira Susan Landis, que poderia servir de pesquisa para o trabalho. Mark procura manter-se à distância, meio horrorizado pelo comportamento inconsequente da moça, mas sua noiva Isabella suspeita que ele está mesmo é apaixonado por ela.

## Premiações
| Prêmio | Categoria                                    | Situação |
| ------ | -------------------------------------------- | -------- |
| Oscar  | Melhor Canção Original Melhor Mixagem de Som | Indicado |

## Elenco
| Ator/Atriz      | Personagem                  |
| --------------- | --------------------------- |
| Dick Powell     | Mark Christopher            |
| Debbie Reynolds | Susan Landis                |
| Anne Francis    | Isabella Alexander          |
| Glenda Farrell  | Maudie Snodgrass            |
| Alvy Moore      | Virgil                      |
| Horace McMahon  | Sargento Monty Maizel       |
| Herb Vigran     | Sargento Sam Hanlon         |
| Les Tremayne    | Advogado Harvey Butterworth |
| Mara lane       | Marilyn                     |
| Rita Johnson    | Doutora Hawley, psiquiatra  |
| Maidie Norman   | Georgette                   |